# 吕继英
吕继英（1911年2月26日—2000年4月7日）女，江苏省沭阳县人，中国共产党革命家、官员。

## 生平
1911年2月，吕继英生于江苏省沭阳县的一个书香门第。1927年，只身到海州东海中学（今连云港师范高等专科学校的前身）学习。1928年5月，吕继英在中共东海中学党支部书记吕镇中、党员杨光銮的介绍下，加入中国共产党。她是海属地区发展的第一个女性中国共产党党员。入党之后，主要从事妇女工作及政治交通工作，负责在中共江苏省委和中共东海县委之间传递情报。为筹备海属地区中共党组织的第一次重要会议三元宫会议，担任中共东海中心县委交通员的吕继英在一个月内走遍了海州、赣榆县、沭阳县、灌云县，以向各级中共党组织传递会议时间及地点。
1929年夏，吕继英因参加反对东海中学领导压迫学生的东海中学学潮，遭到校方开除，并受到通缉。在中共党组织的安排下，吕继英化名“张维霞”，考入徐州女子中学高师部，并担任党支部书记，继续从事学生运动。身份暴露后，她被校方押上火车送回东海，途中逃脱，最终逃到上海，入中共江苏省委训练班，后来被分配至中共上海沪西区委从事妇女工作。
1930年，吕继英在参加中共领导的沪西群众游行示威时，遭到巡捕逮捕。出狱后，历任红十四军联络员，中共上海沪东区委委员。1931年6月26日，吕继英和丈夫李超时（时任中共江苏省委巡视员）再次被捕。李超时随即遭到杀害。吕继英则被关押在监狱中长达五年，并产下一子，取名李铁成。
1936年获释出狱后，吕继英和中共党组织失去联系。此后，她担任小学教师，并设法打听中共党组织的消息。1940年，她找到了中共党组织，重新参加革命。抗日战争和第二次国共内战期间，她历任淮海区临时参议会驻会秘书，淮海区妇女抗日救国筹备委员会主任，妇联总会副主任，苏州专署干部科长等职务。
中华人民共和国成立后，吕继英历任苏州民主妇联筹备会主任、妇委会副书记，中共常州地委城工组副组长，上海市营造工业第一工程公司经理，上海市普陀区教育局局长、顾问等职务。其间，在文化大革命中，吕继英曾经被下放到崇明农场劳动。
2000年4月7日，吕继英在上海中山医院逝世，享年90岁。

## 家庭
- 第一任丈夫：李超时。
  - 子：李铁成。
- 第二任丈夫：李干成，曾任上海市副市长。
  - 长子：李仲之[4]
  - 二子：李伟之。[4]
  - 三子：李健之。[4]
  - 四子：李源潮，曾任中共中央政治局委员、中华人民共和国副主席。
  - 五子：李申初。[4]
  - 长女：李苏华。[4]
  - 次女：李苏光。

## 延伸阅读
- 《吕继英纪念文集》